# Loi Toubon
Ne doit pas être confondu avec la loi du 31 décembre 1975 relative à l'emploi de la langue française, dite loi Bas-Lauriol.
Lire en ligne

Lire sur Légifrance

Loi Bas-Lauriol (affichage public, publicité commerciale)
La loi no 94-665 du 4 août 1994 relative à l'emploi de la langue française, plus connue sous le nom de loi Toubon, du nom de Jacques Toubon, le ministre de la Culture de l'époque, est une loi française destinée à protéger le patrimoine linguistique français.
Elle vise trois objectifs principaux :
- l'enrichissement de la langue ;
- l'obligation d'utiliser la langue française ;
- la défense du français en tant que langue de la République (article 2 de la Constitution de 1958).

Elle vise alors à assurer la primauté de l'usage de termes francophones usuels face aux anglicismes.

## Principe
La loi Toubon s'appuie sur une disposition introduite en 1992 dans la Constitution de 1958 : « La langue de la République est le français » (article 2). Ainsi, la loi reconnaît le droit au citoyen français, pour les textes légaux, mais aussi au salarié pour tout ce qui touche au contrat de travail et au consommateur pour ce qui concerne la présentation des produits, les modes d'emploi et les garanties, de s'exprimer et de recevoir toute information utile en français. Corrélativement, elle crée l'obligation d'une rédaction en langue française. Cette loi remplace aussi la loi no 51-46 du 11 janvier 1951 relative à l'enseignement des langues et des dialectes locaux, dite loi Deixonne. La loi Toubon fait également suite à la loi no 75-1349 du 31 décembre 1975 relative à l'emploi de la langue française.
Cette loi est critiquée par ses détracteurs, qui la surnomment ironiquement en franglais « loi AllGood » par traduction du nom de l'auteur (Toubon, « tout bon »).
Cependant, la loi Toubon est fortement édulcorée à la suite d'un recours devant le Conseil constitutionnel. Le Conseil estime que le principe de la liberté de pensée et d'expression, inscrit à l'article 11 de la Déclaration des droits de l'homme et du citoyen, s'oppose à ce que la loi fixe la terminologie précise à employer par les organismes de télévision ou de radio ou par des personnes privées dans l'ensemble de leurs activités. Le législateur ne peut régler le vocabulaire à employer que pour les personnes morales de droit public et les personnes de droit privé dans l'exercice d'une mission de service public (article 5 de la loi).

## Le multilinguisme préféré au bilinguisme
L'article 4 de la loi exige que les traductions des textes concernés soient au moins au nombre de deux. L'application de cette mesure en matière de transports internationaux est précisée à l'article 15 du décret no 95-240 du 3 mars 1995, avec des dérogations en cas d'urgence, dans le cas des départements frontaliers, ou lorsque la langue de traduction est celle du pays de départ ou d'arrivée (décret d’application du 3 mars 1995).

## Décret d'application du3 juillet 1996
Le décret d'application du 3 juillet 1996 a mis en place un dispositif d'enrichissement de la langue française. Il impose l'usage des termes en français dans les services et établissements publics de l'État (articles 11 et 12 du décret) :
« 
Art. 11. - Les termes et expressions publiés au Journal officiel sont obligatoirement utilisés à la place des termes et expressions équivalents en langues étrangères :
1. Dans les décrets, arrêtés, circulaires, instructions et directives des ministres, dans les correspondances et documents, de quelque nature qu'ils soient, qui émanent des services et des établissements publics de l'État ;
2. Dans les cas prévus aux articles 5 et 14 de la loi du 4 août 1994 susvisée relative à l'emploi de la langue française. La commission générale observe l'usage prévu au présent article des termes et expressions publiés.

Art. 12. - Les listes de termes et expressions approuvés en vertu des dispositions réglementaires relatives à l'enrichissement de la langue française précédemment en vigueur sont assimilées aux listes publiées en vertu du présent décret. Elles peuvent être modifiées selon la procédure prévue aux articles 7 à 10 du présent décret.
 »

## Contrôle de l'application de la loi et suivi
Il existe quatre types de contrôle :
- la Direction générale de la concurrence, de la consommation et de la répression des fraudes (DGCCRF) (1221 contrôles en 2004[réf. nécessaire]) ;
- l'Autorité de régulation de la communication audiovisuelle et numérique (Arcom), pour la communication audiovisuelle et numérique ;
- les associations de défense de la langue française, agréées tous les trois ans depuis 1995 par le ministre de la Justice et le ministre de la Culture[a],[b],[c],[d],[e],[f],[g],[h],[i],[j], ce qui leur permet de se porter partie civile[6]  :
  - Association francophone d'amitié et de liaison (AFAL) depuis 1995,
  - Avenir de la langue française (ALF) depuis 1995,
  - Défense de la langue française (DLF) depuis 1995,
  - Comité national français du Forum francophone des affaires (FFA) depuis 2013,
  - Association des informaticiens de langue française (AILF) entre 1995 et 1998,
  - Conseil international de la langue française (CILF) entre 1995 et 1998 ;
- l'Autorité de régulation professionnelle de la publicité[7].

## Proposition de loi de Philippe Marini
L'utilisation de l'anglais dans les entreprises a entraîné dans certains cas des problèmes de communication entre la direction et les salariés, ce qui a entraîné un certain nombre de réactions syndicales, particulièrement depuis 2004. Des entreprises ont ainsi été condamnées pour usage illégal de l'anglais. Par exemple la société américaine GE Medical System en mars 2006, condamnée à 570 000 euros d'amende pour avoir transmis des documents en anglais sans traduction à ses salariés français. De même pour les sociétés NextiraOne et Europ Assistance, elles aussi condamnées pour avoir voulu imposer à leurs salariés des logiciels en anglais sans traduction,.
En 2004, le sénateur Philippe Marini (UMP) a fait une proposition de loi destinée à renforcer la loi Toubon. Cette proposition, adoptée à l'unanimité par le Sénat en 2005, comporte des dispositions visant les entreprises : l'obligation faite au chef d'entreprise de soumettre au personnel un rapport sur l'utilisation de la langue française dans l'entreprise, la rédaction en français de l'ordre du jour du comité d'entreprise, ainsi que du procès-verbal consignant les délibérations.
Cette proposition de loi vise également les techniques de l'information et de la communication, les messages d'erreur par exemple.
Le gouvernement français a été condamné le 20 octobre 2022 pour l'emploi illégal de la marque « Health Data Hub ».